# Gaberke
Gaberke este o localitate din comuna Šoštanj, Slovenia, cu o populație de 673 de locuitori.